# Diego de Nicuesa
Diego de Nicuesa (* 1464 in Baeza (Jaén); † 1511 in der Karibik zwischen Panama und Santo Domingo) war ein spanischer Konquistador und Entdecker.

## Leben
Diego de Nicuesa entstammte einer einflussreichen Familie niederen Adels. Am 9. Juni 1508 wurde er in den Verträgen der von Ferdinand II. (dem Katholischen) einberufenen Junta von Burgos zum Gouverneur von Veraguas ernannt. In dieser Region, die sich über die Karibikküste der heutigen Staaten Nicaragua, Costa Rica und West-Panamas erstreckte, wurden große Goldvorkommen vermutet. Nachdem er im Jahr 1510 sein Gouverneursamt angetreten hatte, unternahm er eine Erkundungsreise entlang der Küste, aber seine Expedition war von Missgeschicken überschattet, und eine Zeit lang war er mit einer kleinen Gruppe von Männern auf der Insel Cayo de Agua gestrandet.
An der panamesischen Atlantikküste gründete er die Stadt Nombre de Dios. Die Siedler litten an Hunger, Krankheiten sowie dem Angriff feindlich gesinnter Indios. Schließlich wurden sie von Colmenares, einem Kameraden, der Proviant brachte, gerettet.  Colmenares informierte Nicuesa darüber, dass Vasco Núñez de Balboa in Nicuesas Territorium die Stadt Santa María la Antigua del Darién gegründet und somit gegen Nicuesa rebelliert hatte. Daraufhin eilte Nicuesa nach Santa María, um Núñez de Balboa und die dortigen Siedler zu bestrafen und die Stadt unter seine Kontrolle zu bringen. 
Da die Siedler von Santa María bezüglich der Absicht Nicuesas gewarnt wurden, wurde ihm der Eintritt in die Stadt verweigert. Während die meisten Männer Nicuesas in Balboas Kolonie bleiben konnten, wurden er selbst und 17 treue Gefolgsleute auf das Meer geschickt. So segelten diese mit Nicuesa in Richtung Santo Domingo, wobei sie vermutlich auf dem Weg dahin Schiffbruch erlitten und die gesamte Besatzung ertrank.